# Jan Wagenaar

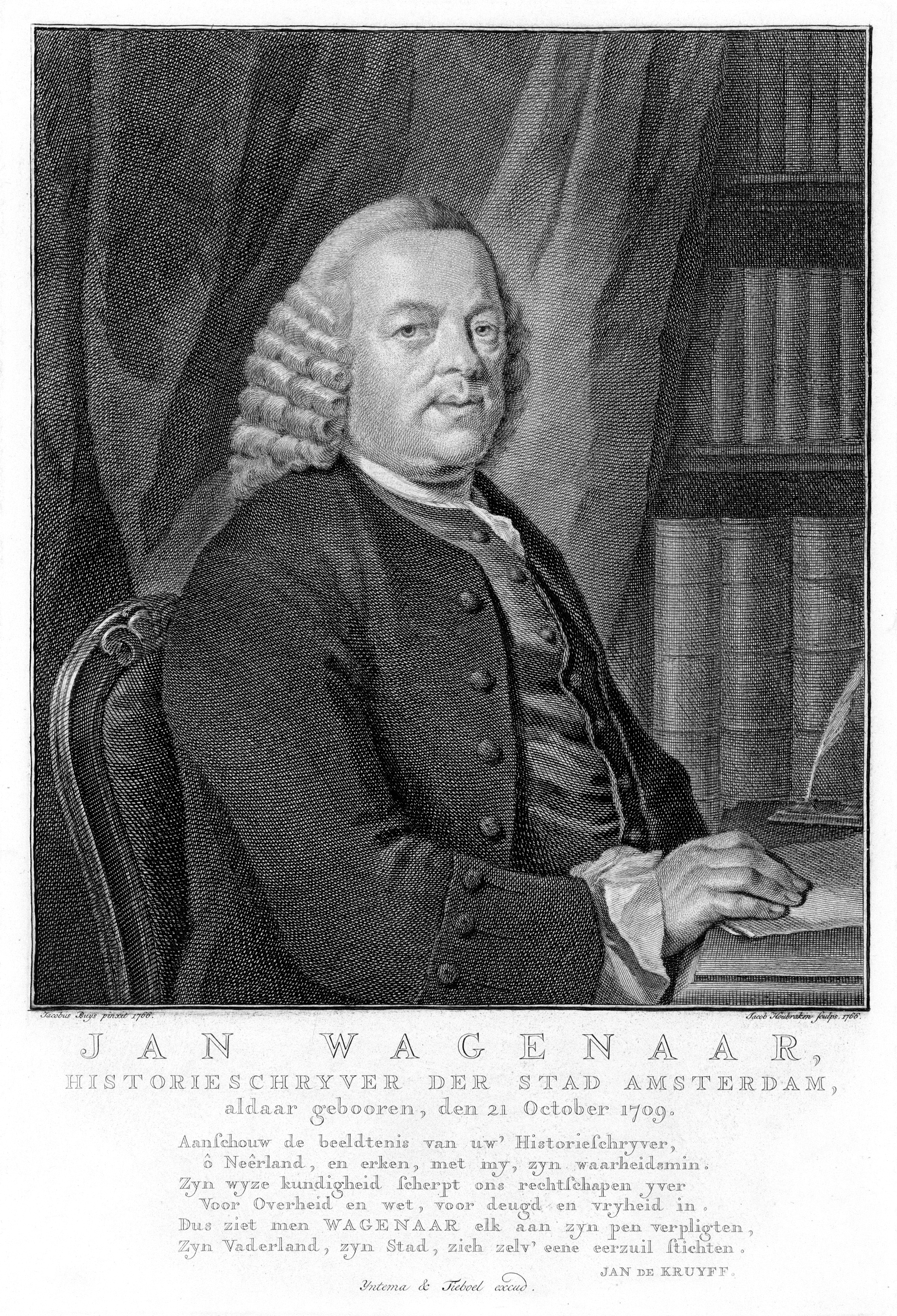
Jan Wagenaar

Jan Wagenaar (ochrzczony 25 października 1709 w Amsterdamie, zm. 1 marca 1773 tamże) – niderlandzki historyk, z zawodu kupiec. Jest autorem Vaderlandsche historie (1749–1760) składającą się z 21 tomów, tłumaczoną na języki niemieckie, a następnie uzupełnioną przez wielu kontynuatorów.